# Cotinus obovatus
Arbre à perruques américain, Buisson de fumée américain
Espèce
Statut de conservation UICN

 LC  : Préoccupation mineure
Cotinus obovatus, l’Arbre à perruques américain ou le Buisson de fumée américain, est une espèce de plantes à fleurs de la famille des Anacardiaceae.

## Répartition
Ce taxon se rencontre aux États-Unis. Introduit par ailleurs comme plante ornementale.

## Systématique
Le nom correct complet (avec auteur) de ce taxon est Cotinus obovatus Raf.,.
Ce taxon porte en français les noms vernaculaires ou normalisés suivants : Buisson de fumée américain, arbre à perruques américain.
Cotinus obovatus a pour synonymes :
- Cotinus americanus Nutt.
- Cotinus cotinoides (Nutt. ex Chapm.) Britton
- Cotinus retusus Raf.
- Rhus americana Sudw.
- Rhus cotinoides Nutt.
- Rhus cotinoides Nutt. ex Chapm.
- Rhus cotinoides Nutt. ex J.G.Cooper
- Rhus cotinus Torr. & A.Gray